# نادي المصري بالسلوم
نادي المصري بالسلوم هو نادي كرة قدم مصري يقع في مدينة السلوم بمحافظة مطروح. يلعب النادي حالياً في الدوري المصري القسم الثاني في قسم الدلتا وبحري.
صعد النادي لأول مرة في تاريخه لدوري القسم الثاني  في موسم 2021-2022 وهو بذلك يعد أول نادي يمثل محافظة مطروح في القسم الثاني من المدن الغربية بالمحافظة.